# Круїз для невідомого (фільм)
«Круїз для невідомого» (фр. Croisière pour l'inconnu) — французький кінофільм з Луї де Фюнесом.

## Сюжет
Уповноважений одного банку вирішує ліквідувати директора Клемана Фурніля. Для реалізації свого злочинного наміру він орендує яхту і підключає до справи деякого Фрешисса Еміля. З'являється деяка Маріанна, яка бажає вийти заміж за Фрешисса після смерті Фурніля. Тим часом на радіо оголошують, що розслідуванням зникнення банкіра займається детектив Баррал. В результаті виявляється, що Баррал ніхто не інший, як Маріанна, яка до того ж була законною дружиною Фурніля.

## Актори
- Луї де Фюнес — кухар на яхті
- Софі Демарец — Маріанна Фабр або Детектив Барраль
- Клод Дофен — Клемент Фурніль
- П'єр Брассер — Еміль Фрешис
- Альберт Ремі — Альберт
- Альберт Мішель — Боско
- Генрі Креміє — Комісар
- Рено Марі — Замісник директора
- Рене Бертьє — Рапіра
- Поль Олів'є — Мер